# جودلينا
القديسة جودلينا (من أسمائها أيضًا جودليف، وجودلفيا)(حوالي 1049 – 6 يوليو 1070) هي قديسة فلمنكية. ويروي الأثر أنها كانت فتاة تقية شبّت لتصير امرأة جميلة سعى الكثير من الرجال لخطب ودها. لكن جودلينا أرادت أن تكون راهبة. رغم ذلك، قرر أحد النبلاء، ويُدعَى بيرتولف (بيرتهولد) حاكم جستيل، الزواج منها. ونجح بالفعل في استمالة حاكم أبيها، يوستيس الثاني، كونت بولونيا. أجبرت حماة جودلينا العروس الشابة على العيش في حجرة ضيقة مع قدر ضئيل من الطعام لسد رمقها. فما كان من جودلينا سوى أن شاركت الفقراء معها في هذا الطعام.
وأخذ الزوج بيرتولف ينشر الإشاعات الباطلة عن جودلينا. ولم يتم الزواج فعليًا.
نجحت جودلينا في الهرب إلى منزل أبيها، همفريد، سيد مقاطعة فيري - إفروا. وتمكن همفريد، بعد اللجوء إلى أسقف توراني وسواسون وكونت مقاطعة فلاندرز، من جعل بيرتولف يسترد جودلينا لتكون زوجته.
عادت جودلينا إلى جيستيل. وبعد ذلك بفترة وجيزة، أمر بيرتولف اثنين من خادميه بخنق جودلينا وإلقائها في إحدى البرك. وأخفى الأمر ليبدو كما لو كانت قد ماتت ميتة طبيعية.

## بعد وفاتها
بعد وفاة جودلينا، تزوج بيرتولف ثانيةً، وأنجب فتاة ضريرة. ويشير الأثر إلى أن هذه الفتاة قد شُفيت بشفاعة القديسة جودلينا. وبعد أن ندم بيرتولف على جرائمه، ذهب إلى روما للحصول على الغفران. وذهب، بعد ذلك، للحج إلى الأرض المقدسة، وصار ناسكًا في دير سانت وينوك في بيرغ.
وأقامت ابنته ديرًا بندكتيًا في جيستيل وكرسته لذكرى القديسة جودلينا. وانضمت إليه كراهبة.
وكتب دروجو، الناسك في دير سانت وينوك في بيرغ، السيرة الذاتية لجودلينا، بعنوان Vita Godeliph بعد وفاتها بنحو عشر سنوات.

## التقديس
اُستخرِجت جثة جودلينا في عام 1084 بواسطة أسقف توراني ونويون في حضور جرترود كونتيسة ساكسونيا، وزوجة روبرت الأول، كونت مقاطعة فلاندرز، ورئيس دير سانت وينوك في بيرغ، وعدد من رجال الدين. وظهرت بعد ذلك طائفة جودلينا الشهيرة.
وتُنظَم مسيرة كل عام في يوم الأحد التالي ليوم 5 يوليو للاحتفال بالقديسة جودلينا في جيستيل.
وعيد جودلينا، يوم 6 يوليو، شأنه شأن عيد القديس سويزن في إنجلترا، والقديس ميدارد في فرنسا، يرتبط بالطقس. لذلك، فهي تُعَد من «قديسي الطقس».

## لوحة جودليف متعددة الأجزاء
تُعرَف القديسة جودلينا، أيضًا، باسم جودليف. وحياتها موضحة في لوحة جودليف متعددة الأجزاء الموجودة في متحف المتروبوليتان للفنون في مدينة نيويورك.

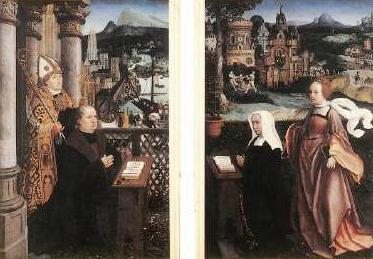
متبرع مع القديس نقولا والزوجة مع القديسة جودلينا. بريشة جان بروفوست.
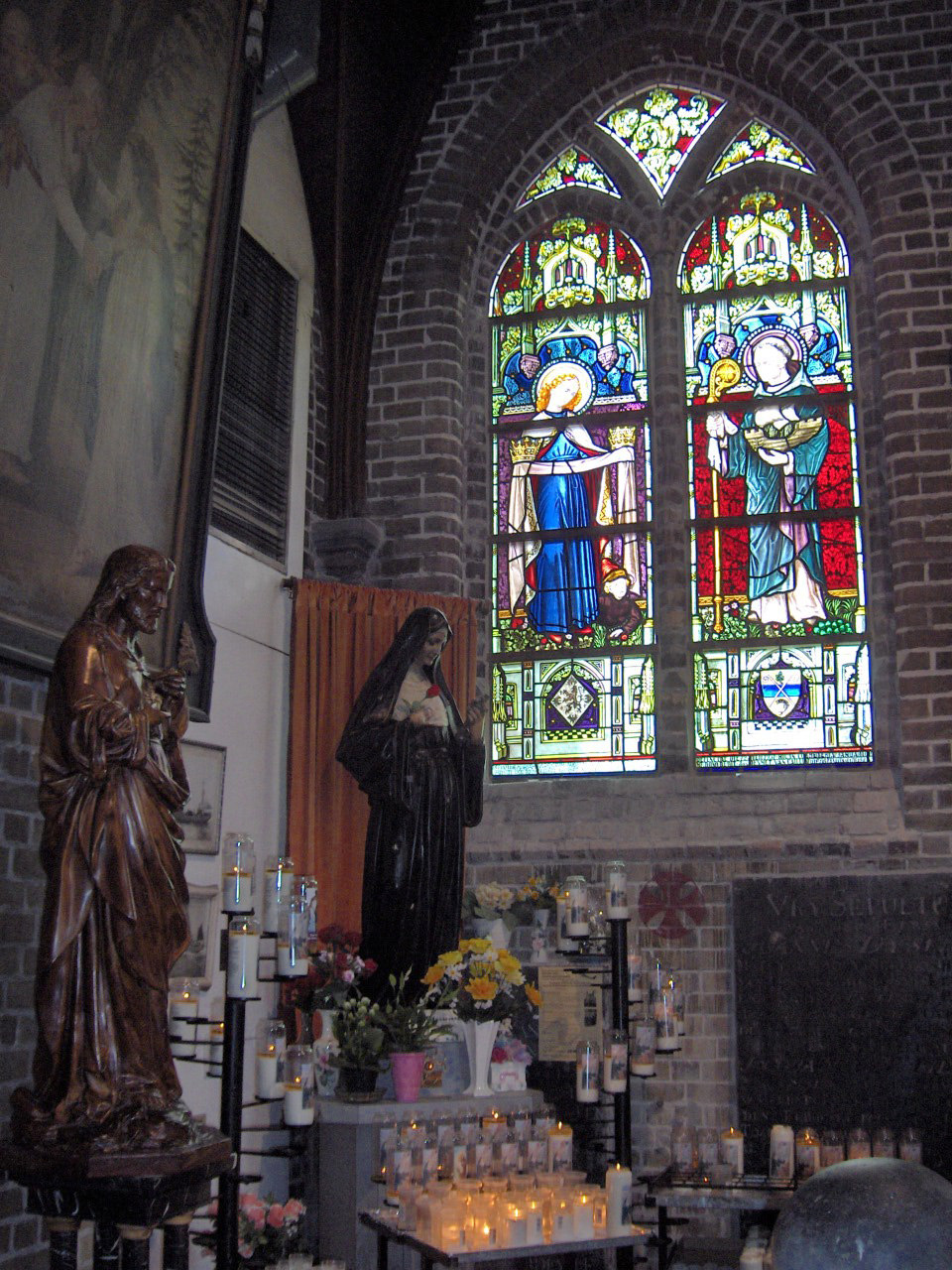
كنيسة صغيرة في الجزء الخلفي من كنيسة Onze-Lieve-Vrouw-ter-Duinenkerk. أوستند، بلجيكا. موضح على الزجاج المعشق صورتي القديسة جودليف والقديس إيدسبالد.

## وصلات خارجية
- Godelina at the الموسوعة الكاثوليكية
- (بالألمانية)

```
Godeleva (Godelina) von Gistel
```

- (بالإيطالية) Santa Godeleva